# Monetaria moneta
Monetaria moneta és una espècie de mol·lusc gastròpode de la família Cypraeidae. Es coneix, segons algunes fonts, com a cauri, malgrat que aquest terme sol emprar-se per a designar gran part o la totalitat de la família Cypraeidae.
L'espècie s'emprà antigament com a moneda en algunes zones del Pacífic. En gran part provenia de les illes Maldives i es feia servir sobretot a l'Àfrica occidental (i, en època més antiga, en alguns regnes de l'Índia). Assolí la màxima importància quan s'usà en el comerç d'esclaus. A finals del XIX, en algunes zones de les costes de l'Àfrica oriental (a les actuals Tanzània i Moçambic), hi havia un mol·lusc amb una closca semblant que es barrejava amb el cauri procedent de les Maldives, la qual cosa produí una enorme inflació. En alguns països africans (com la República de Guinea) existeixen o han existit unitats monetàries (materialitzades en monedes metàl·liques modernes) que s'anomenen cauri, en record de les petxines de cauri.